# زوتفن (هولندا)
زوتفن بلدية تقع إدارياً ضمن زوتفن في هولندا. تعتمد زوتفن للبريد على الرمزين البريدين 7200–7207 و7230–7232 وللاتصالات على رمز الاتصال الهاتفي المحلي 0575. تحدها جغرافياً آيسل وإداريًا برومن.

## توأمة
لزوتفن اتفاقيات توأمة مع:
- ساتو ماري

## أعلام
- هرمان هندريك بانديرز
- جاكوب أودي

## وصلات خارجية
- الموقع الرسمي